# 사벨리 크라마로프
사벨리 빅토로비치 크라마로프(러시아어: Саве́лий Ви́кторович Крамаров; 1934년 10월 13일 - 1995년 6월 6일)는 소비에트 연방의 유명한 영화 배우였으며, 1970년대에 소련 영화에서 우스꽝스러운 역할을 맡았다. 그는 모스크바에서 태어난 유대인이었다. 1981년에 미국으로 이주한 뒤 1995년에 샌프란시스코에서 암으로 사망할 때까지 배우 활동을 했다.

## 영화 작품
- 2010 (1984) 블라디미르 루덴코 역
- 탱고 앤 캐쉬 (1989)